# حرب لأجل كوكب القردة
حرب لأجل كوكب القردة (بالإنجليزية: War for the Planet of the Apes)‏ هو فيلم خيال علمي تم إنتاجه في الولايات المتحدة وصدر سنة 2017 بطولة أندي سركيس ووودي هارلسون وهو الجزء الثالث والأخير في سلسلة أفلام «كوكب القردة».

## القصة
تتواصل رحلة (سيزار)، حيث يُرغم هو وزملائه القرود - خلال هذا الجزء - على خوض حرب طاحنة ومميتة مع جيش من البشر بقيادة كولونيل منزوع الرحمة، وبعدما تعاني القرود خسائر جسيمة لا يمكن تصورها، يصارع سيزار غرائزه المظلمة ويسعى بنفسه إلى الانتقام لصالح سلالته؛ فيخوض مع الكولونيل معركة ملحمية ستحدد مصائرهما وكذلك مستقبل الكوكب.

## الميزانية والإيرادات
كلف الفيلم 150 مليون دولار وحقق قرابة 490 مليون دولار.

## وصلات خارجية
- حرب لأجل كوكب القردة على موقع IMDb (الإنجليزية)
- حرب لأجل كوكب القردة على موقع ميتاكريتيك (الإنجليزية)
- حرب لأجل كوكب القردة على موقع روتن توميتوز (الإنجليزية)
- حرب لأجل كوكب القردة على موقع نتفليكس (الإنجليزية)
- حرب لأجل كوكب القردة على موقع قاعدة بيانات الأفلام العربية
- حرب لأجل كوكب القردة على موقع ألو سيني (الفرنسية)
- حرب لأجل كوكب القردة على موقع أول موفي (الإنجليزية)
- حرب لأجل كوكب القردة على موقع بوكس أوفيس موجو (الإنجليزية)
- حرب لأجل كوكب القردة على موقع فيلمافينيتي (الإسبانية)
- حرب لأجل كوكب القردة على موقع قاعدة بيانات الأفلام السويدية (السويدية)
- الموقع الرسمي
- صفحة الفيلم على موقع قاعدة بيانات الأفلام على الإنترنت
- صفحة الفيلم على موقع السينما.كوم